# Coppa delle nazioni africane 1965
La Coppa delle nazioni africane 1965, nota anche come Tunisia 1965, è stata la 5ª edizione di questo torneo di calcio continentale per squadre nazionali maggiori maschili (spesso detto Coppa d'Africa) organizzato dalla CAF e la cui fase finale si è svolta in Tunisia dal 12 al 21 novembre 1965.
La formula del torneo prevedeva sei nazionali divise in due gironi all'italiana da tre squadre ciascuno: le prime classificate disputavano la finale, mentre le seconde giocavano la finale per il terzo e quarto posto. I ghanesi confermarono la loro supremazia battendo per 3 a 2 in finale i padroni di casa tunisini, bissando così il successo del 1963.

## Stadi
| Tunisi                           | Tunisi Sfax Susa Biserta | Sfax               |
| -------------------------------- | ------------------------ | ------------------ |
| Stadio Chedli Zouiten            | Tunisi Sfax Susa Biserta | Stadio Taïeb Mhiri |
|                                  | Tunisi Sfax Susa Biserta |                    |
| Posti: 20.000                    | Tunisi Sfax Susa Biserta | Posti: 11.000      |
| Susa                             | Tunisi Sfax Susa Biserta | Biserta            |
| Stadio Municipal Bou Ali-Lahouar | Tunisi Sfax Susa Biserta | Stadio Ahmed Bsiri |
|                                  | Tunisi Sfax Susa Biserta |                    |
| Posti: 6.500                     | Tunisi Sfax Susa Biserta | Posti: 2.000       |

## Qualificazioni
La Tunisia (in qualità di paese ospitante) e il Ghana (in qualità di detentore del titolo) sono stati ammessi di diritto alla fase finale.
I rimanenti quattro posti sono stati assegnati tramite un percorso di qualificazione, che ha visto la partecipazione di tredici nazionali, e che si è disputato tra il 17 gennaio 1965 e il 31 ottobre 1965.

## Squadre partecipanti
| Pr. | Squadra            | Data di qualificazione certa | Partecipante in quanto                                         | Ultima presenza |
| --- | ------------------ | ---------------------------- | -------------------------------------------------------------- | --------------- |
| 1   | Tunisia            | -                            | Rappresentativa della nazione organizzatrice della fase finale | Ghana 1963      |
| 2   | Ghana              | 21 gennaio 1962              | Rappresentativa della nazione detentrice del titolo            | Etiopia 1962    |
| 3   | Etiopia            | 18 aprile 1965               | Vincitrice del gruppo 2 delle qualificazioni                   | Etiopia 1962    |
| 4   | Senegal            | 5 maggio 1965                | Vincitrice del gruppo 4 delle qualificazioni                   | Esordiente      |
| 5   | Costa d'Avorio     | 5 settembre 1965             | Vincitrice del gruppo 3 delle qualificazioni                   | Esordiente      |
| 6   | Congo-Léopoldville | 31 ottobre 1965              | Vincitrice dello spareggio della qualificazione                | Esordiente      |

## Arbitri
Qui di seguito è riportata la lista degli arbitri scelti per la manifestazione.
- Fula
- Djiro
- Joseph Wontumi
- Seyoum Tarekegn

- Hédi Zarrouk
- Papa Salla Ngom
- Mohamed Mezahi
- Abdelaziz Chekaïmi

## Fase finale

### Gruppo A

#### Classifica
| Pos. | Squadra | Pt | G | V | N | P | GF | GS | DR |
| ---- | ------- | -- | - | - | - | - | -- | -- | -- |
| 1.   | Tunisia | 3  | 2 | 1 | 1 | 0 | 4  | 0  | +4 |
| 2.   | Senegal | 3  | 2 | 1 | 1 | 0 | 5  | 1  | +4 |
| 3.   | Etiopia | 0  | 2 | 0 | 0 | 2 | 1  | 9  | -8 |

- Tunisia classificata al primo posto per sorteggio.

#### Risultati
| Arbitro: | Fula |

|                                                     |           |  |
| Chaïbi 32’ (rig.) Jedidi 62’ Dalhoum 80’ Lahmar 84’ | Marcatori |  |

| Tunisi 14 novembre 1965 | Senegal | 0 – 0 referto | Tunisia | Stadio Chedli Zouiten\| Arbitro: \| Djiro \| |
| Arbitro:                | Djiro   |               |         |                                              |

| Arbitro: | Joseph Wontumi |

|                                       |           |                    |
| Camara 3’ 52’ Guèye 37’ Niang 48’ 53’ | Marcatori | 12’ (rig.) Vassalo |

### Gruppo B

#### Classifica
| Pos. | Squadra            | Pt | G | V | N | P | GF | GS | DR |
| ---- | ------------------ | -- | - | - | - | - | -- | -- | -- |
| 1.   | Ghana              | 4  | 2 | 2 | 0 | 0 | 9  | 3  | +6 |
| 2.   | Costa d'Avorio     | 2  | 2 | 1 | 0 | 1 | 4  | 4  | 0  |
| 3.   | Congo-Léopoldville | 0  | 2 | 0 | 0 | 2 | 2  | 8  | -6 |

#### Risultati
| Arbitro: | Seyoum Tarekegn |

|                                               |           |                               |
| Kofi 13’ Simmons 18’ 59’ Attuquayefio 84’ 89’ | Marcatori | 43’ (rig.) 45’ Kalala Mukendi |

| Arbitro: | Hédi Zarrouk |

|                    |           |  |
| Manglé 14’ 59’ 80’ | Marcatori |  |

| Arbitro: | Papa Salla Ngom |

|                                                 |           |             |
| Simmons 20’ Nti 43’ Halm-Lutterodt 52’ Kofi 70’ | Marcatori | 66’ Bléziri |

### Finale 3º posto
| Arbitro: | Mohamed Mezahi |

|  |           |             |
|  | Marcatori | 35’ Yobouët |

### Finale
| Arbitro: | Abdelaziz Chekaïmi |

|                       |           |                        |
| Odoi 37’ 96’ Kofi 79’ | Marcatori | 47’ Chetali 67’ Chaïbi |

## Classifica marcatori
3 reti
- Ben Acheampong Simmons
- Osei Kofi
- Eustache Manglé

2 reti
- Pierre Kalala Mukendi
- Frank Odoi
- Cecil Jones Attuquayefio

- Louis Camara
- Matar Niang
- Tahar Chaïbi

1 rete
- Luciano Vassalo
- Kwame Nti
- Nicholas Paa Nii Halm Lutterodt
- Joseph Bléziri
- Konan Yoboué

- Oumar Samb Guèye
- Mohamed Salah Jedidi
- Mongi Dalhoum
- Abdelwahab Lahmar
- Abdelmajid Chetali